# Immobilienuhr
Auf einer Immobilienuhr kann die Position eines Immobilienmarktes in seinem Entwicklungszyklus angegeben werden. Sie wurde erstmals von dem Immobilienunternehmen Jones Lang LaSalle verwendet, um einen Überblick der verschiedenen Märkte zu geben, auf denen das Unternehmen aktiv war. Heute wird sie in vielen Zeitschriften wie beispielsweise der FAZ veröffentlicht.

## Ablauf des Zyklus
Die Immobilienuhr baut darauf auf, dass sich Immobilienmärkte zyklenhaft entwickeln. Auf sehr hohe Immobilienpreise folgt ein sich beschleunigender Rückgang der Werte (Überbauung, auf der Uhr-Position 0 Uhr bis 3 Uhr), der sich Richtung Tiefpunkt verlangsamt (Marktbereinigung, 3 Uhr bis 6 Uhr). Nachdem die Talsohle durchschritten ist, beginnen die Preise mit wachsender Geschwindigkeit wieder zu steigen (Marktstabilisierung, 6 Uhr bis 9 Uhr), mit Annäherung an das höchste Preisniveau verlangsamt sich der Preisanstieg (Expansion, 9 Uhr bis 12 Uhr).
Begründet werden kann die zyklenhafte Entwicklung von Immobilienmärkten mit der langsamen Reaktion des Angebots auf Nachfrageveränderungen (vgl.: Schweinezyklus). So ist der Bestandszuwachs an neuen Flächen typischerweise in der Situation der Überbauung am stärksten, schwächt sich in der Phase der Marktbereinigung ab und kann in den Phasen mit Mietpreissteigerungen im Extremfall negativ sein. Der Grund hierfür ist, dass die Immobilien, die in den expansiven Phasen in Reaktion auf die Preissteigerungen für Immobilien geplant wurden, erst fertiggestellt werden, wenn sich der Markt bereits in einer neuen Phase befindet. Immobilien, die in einer Situation niedriger Immobilienpreise geplant werden bzw. gerade nicht geplant werden, werden in den Phasen mit verstärkter Nachfrage fertiggestellt und können der Nachfrage nicht gerecht werden, was zu Preissteigerungen und einem daraus folgenden erneutem Aufbau eines Angebotsüberhangs führt.

## Aussagekraft
Die Aussagekraft der Immobilienuhr ist allerdings stark eingeschränkt, da die Geschwindigkeit, mit der einzelne Märkte sich entwickeln, schwer zu prognostizieren ist. Auch können sich Märkte entgegen dem Uhrzeigersinn bewegen. Sie ist damit weniger als Prognose, sondern eher deskriptiv zu interpretieren.
Eine verspätete Reaktion des Angebots auf Nachfrageänderungen lässt sich auf folgende Aspekte zurückführen:
- Standortfinanzierung – große Investitionen erfordern aufwendige und zeitintensive Finanzierung
- Produktionsdauer – die Bauzeit (auch: Erstellungszeit) bei Immobilien ist relativ lang
- Langlebigkeit – Immobilien sind lange nutzbar. Wenn der Marktpreis sinkt, werden Immobilien weiterhin angeboten, selbst wenn der Marktpreis eine volle Kostendeckung nicht mehr gewährleistet
- Heterogenität und Intransparenz – für Anbieter von Immobilien sind die Märkte schwer zu durchschauen